# Culicoides vidourlensis
Culicoides vidourlensis är en tvåvingeart som beskrevs av Callot, Kremer, Molet och Bach 1968. Culicoides vidourlensis ingår i släktet Culicoides och familjen svidknott. Inga underarter finns listade i Catalogue of Life.